# لغة هندية أوروبية بدائية
اللغة الهندية الأوروبية هي لغة بدائية يفترض أنّها كانت تستعمل في حقبة ما قبل التاريخ، وأنّها اللغة التي تفرّعت منها كل اللغات الهندية الأوروبية. لا يوجد أي أدلة مكتوبة عن هذه اللغة، لذا تعتبر لغة نظرية. وقد أعيد بناؤها بشكل جزئي جدا من المقارنة بين اللغات الحالية والسابقة التي نبعت منها. معرفتنا بهذه اللغة تقوم على علم اللسانيات المقارن وعلم التأثيل وعلم الصوتيات التاريخية.